# Krupp-Protze
Die inoffiziell als Krupp-Protze bezeichneten dreiachsigen Radfahrzeuge der F. Krupp AG wurden unter der Bezeichnung L 2 H 43 (1933–1936) bzw. L 2 H 143 (1937–1941) an die Reichswehr bzw. Wehrmacht geliefert. Etwa 7000 der markanten Fahrzeuge mit der abfallenden Motorhaube kamen im Zweiten Weltkrieg als Protzkraftwagen für leichte Pak bzw. Flak, Mannschaftstransporter und Fernmelde-/Funkwagen zum Einsatz.

## Konstruktion
Gegenüber anderen Militärfahrzeugen der damaligen Zeit zeichnete sich die Konstruktion durch eine unkonventionelle Technik aus: ein Fahrgestell aus zu C-Profilen gepresstem Blech hatte vorn eine nicht angetriebene Starrachse mit einem querliegenden Blattfederpaket, die vier Hinterräder waren einzeln an doppelten Querlenkern aufgehängt. Die beiden Räder einer Seite wurden gemeinsam über eine oben waagerecht längs liegende Schraubenfeder gefedert, die über am Rahmen gelagerte Kniehebel betätigt wurde, die sich jeweils auf dem oberen Querlenker abstützten. Der luftgekühlte Krupp-Vierzylinder-Otto-Boxermotor trieb über zwei Sperrdifferentiale alle vier Hinterräder an. Die hydraulisch betätigte Bremse wirkte auf alle sechs Räder; die Handbremse auf das Getriebe und somit auf beide Hinterachsen. Der Krupp-Motor M 305 mit 3460 cm³ Hubraum wurde auch im Panzer I (Ausf. A) verwendet.

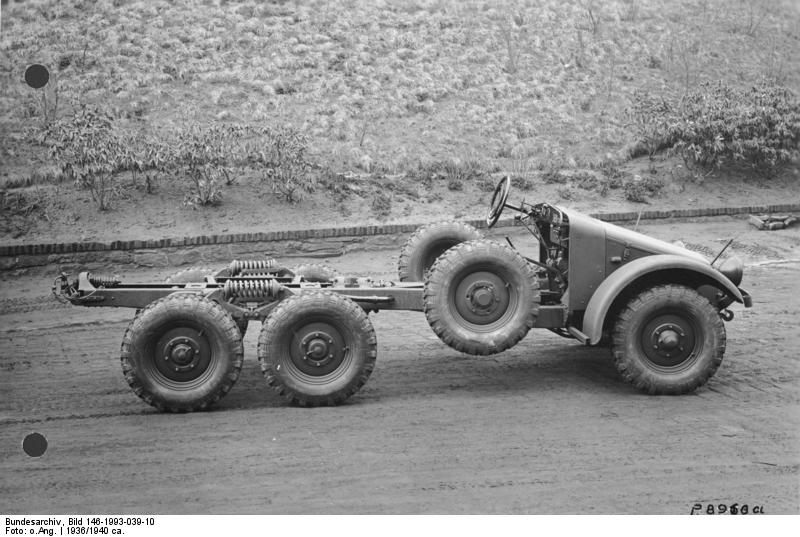
Krupp-Fahrgestell, Seitenansicht
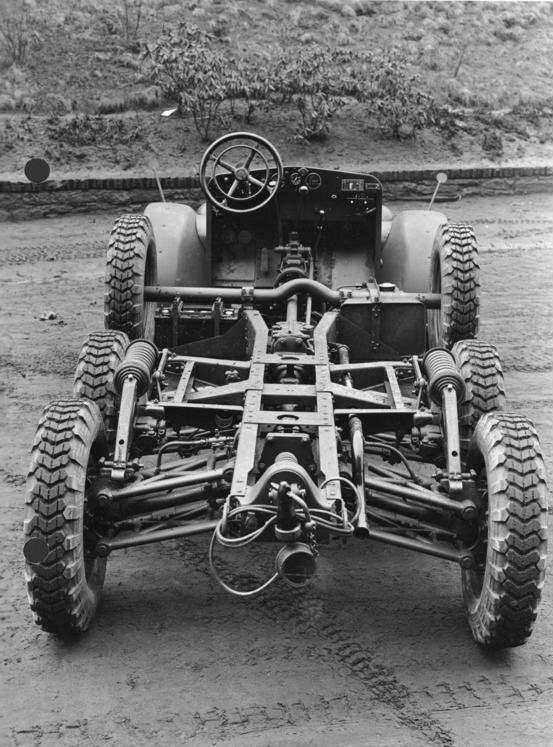
Zentralrahmen beim Krupp-Fahrgestell
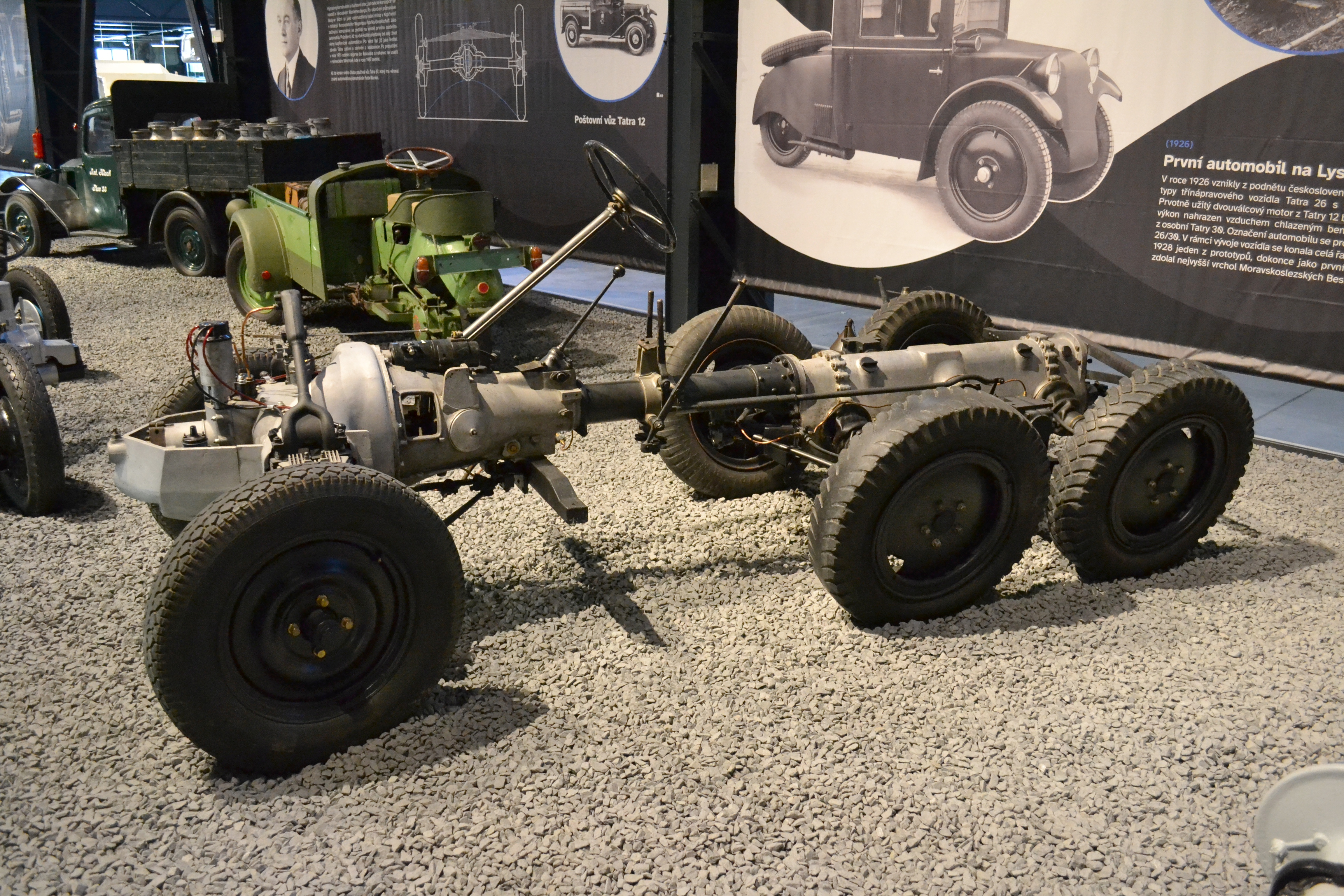
Zentralrohrrahmen beim Konkurrenzmodell Lorraine 72
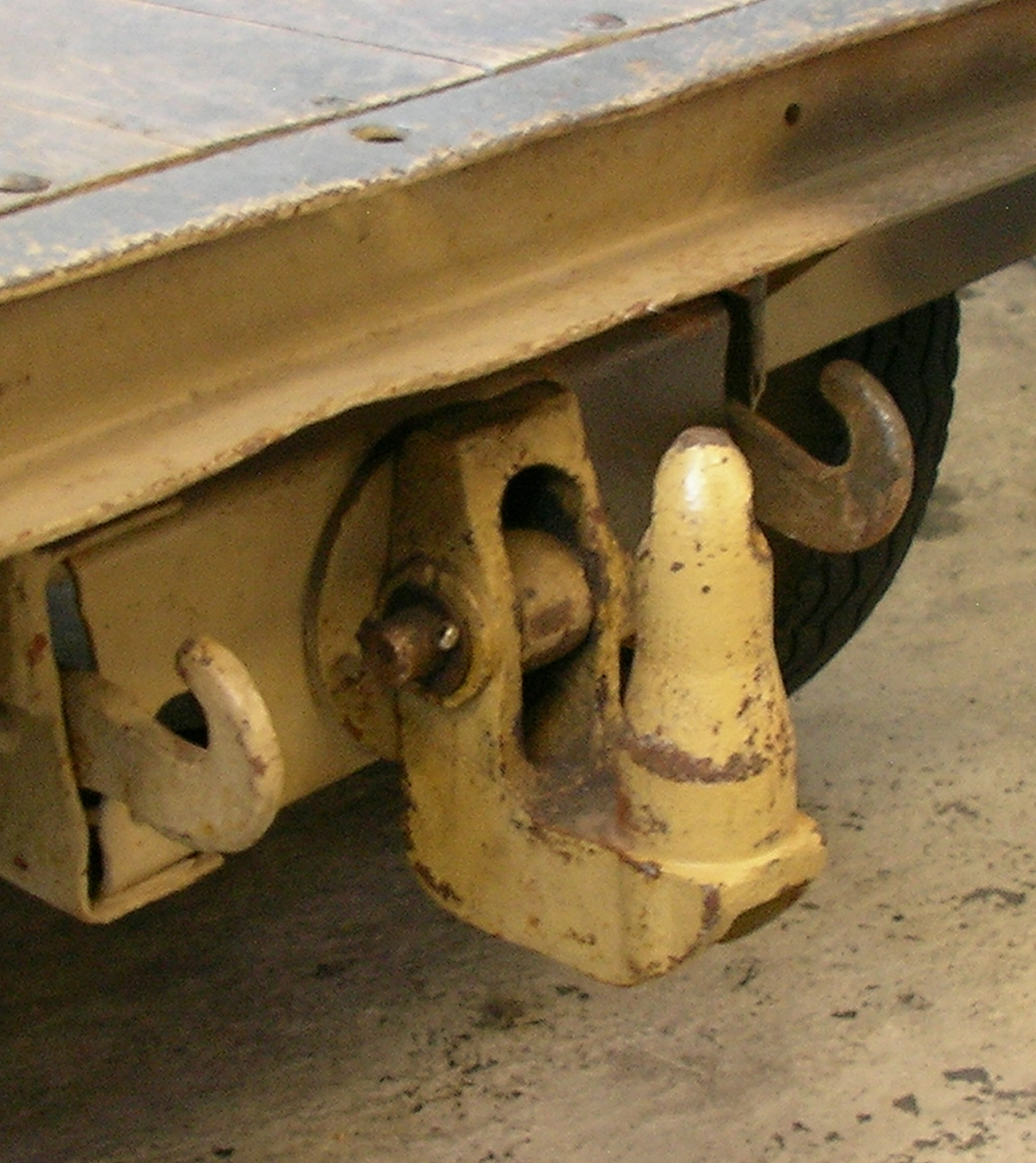
Zugvorrichtung der Krupp-Protze: Einheitsprotzhaken am Kfz. 69

## Technische Daten

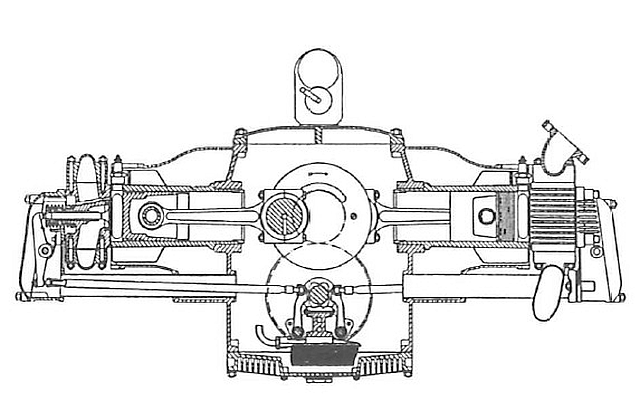
Krupp M305, 4-Zylinder, Boxer-Motor

- Länge/Breite/Höhe: 5,10/1,96/1,93 Meter
- Leergewicht: 2450 kg bis 2825 kg (Fernmeldewagen)
- zul. Gesamtgewicht: 3600 kg bis 3750 kg
- Anhängelast: 1000 kg
- Bodenfreiheit: 225 mm, Wattiefe: 600 mm
- Motor: luftgekühlter Vierzylinder-Boxermotor (Krupp M 304/M 305)
- Hubraum: 3308 cm³ (M 305: 3460 cm³)
- Leistung: 40 kW (55 PS) bei 2500/min (L 2 H 43), 44 kW (60 PS) bei 2500/min (L 2 H 143 mit Motor M 305)
- Kraftübertragung: über Viergang-Schaltgetriebe (ZF-„Aphon“)[1], Vorgelege und zwei Sperrdifferentiale auf beide Hinterachsen
- Wendekreis: 14,5 m
- Höchstgeschwindigkeit: 70 km/h
- Reichweite: 400 km (Straße), 275 km (Gelände); Tankinhalt 110 l

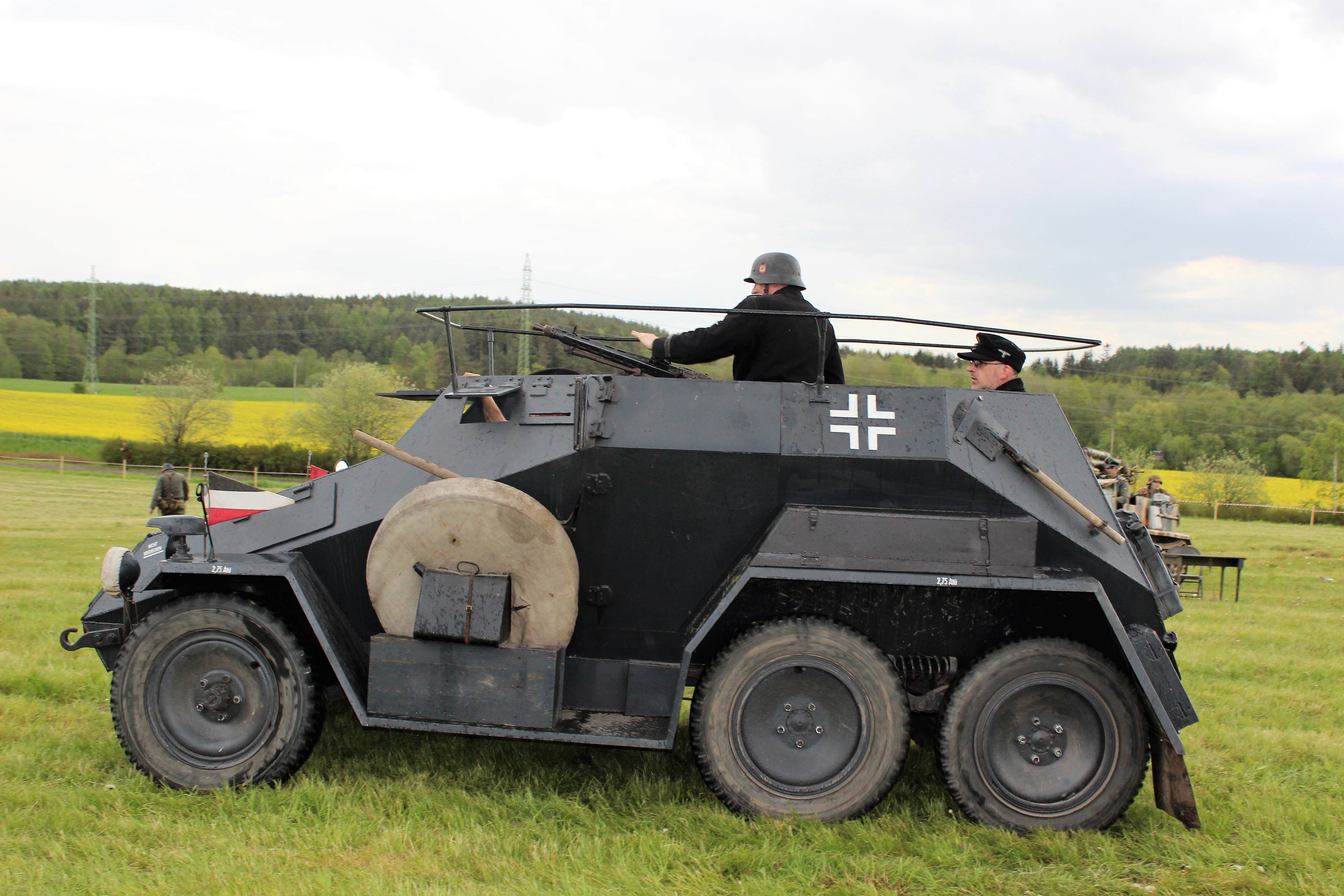
Sd.Kfz. 247 Typ A (Reproduktion)
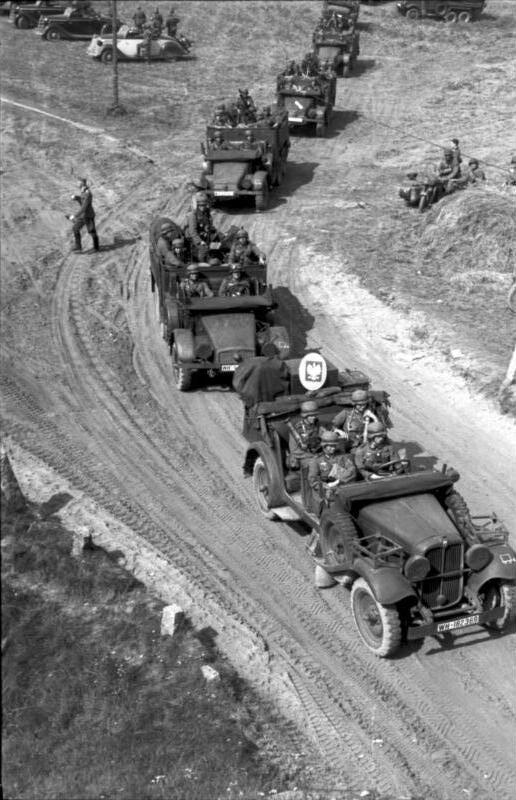
Sd.Kfz. 69 (zweites Fahrzeug) in einer Fahrzeugkolonne (September 1939).

## Varianten
- Kfz.19 – Fernmeldewagen
- Kfz.21 – Stabsfahrzeug
- Kfz.68 – Funkmastträger
- Kfz.69 – Zugwagen für 3,7-cm-PaK 36
- Kfz.70 – Mannschaftstransportwagen
- Kfz.81 – Zugwagen für Flak 30/FlaK 38
- Kfz.83 – Zugwagen für Flakscheinwerfer bzw. Stromerzeugungsaggregat
- Sd.Kfz. 247 (Ausführung A) – leicht gepanzerter Spähwagen auf Fahrgestell L2 H143

## Verweise